# 俞昊翔
俞昊翔（1985年2月20日—），本名陳俊言 ，一段時間藝名曾為紀映深，為台灣男演員，為三立台灣台《戲說台灣》一線小生。
身為愛狗人士的他，對於有寵物照料有一套自己的看法。

## 演藝作品

### 電視劇
| 年份                         | 頻道 | 劇名                       | 角色                 |
| ---------------------------- | ---- | -------------------------- | -------------------- |
| 2010年                       | 中視 | 《就是要香戀》             | 一夜                 |
| 2014年11月25日-2015年7月27日 | 三立 | 《世間情》                 | 金鐘國、朱若晞(附身) |
| 2015年10月27日-2017年3月8日  | 三立 | 《甘味人生》               | 安晨宏               |
| 2017年11月21日-2018年1月5日  | 三立 | 《一家人》                 | 衰尾超               |
| 2014年9月1日-9月12日         | 三立 | 戲說台湾《灣裡萬年王船》   | 王船公               |
| 2014年10月20日-10月31日      | 三立 | 戲說台湾《喜樹百年王爺》   | 蔣天良、火龜精       |
| 2015年2月2日-2月13日         | 三立 | 戲說台湾《傀儡牽姻緣》     | 楊狀元、大目達       |
| 2015年9月7日-9月11日         | 三立 | 戲說台湾《三跤金蟾蜍》     | 王文德               |
| 2015年9月21日                | 三立 | 戲說台湾《真假判官》       | 李瑞彬、假判官       |
| 2016年7月4日-7月29日         | 三立 | 戲說台湾《潛水媽渡不孝子》 | 楊有昌               |
| 2016年9月5日-9月16日         | 三立 | 戲說台灣 《尊王公的眼淚》  | 阿隆                 |
| 2016年11月23日-11月25日      | 三立 | 戲說台灣《尊王公斬怪桃花》 | 林志明               |
| 2016年11月28日-12月3日       | 三立 | 戲說台灣《乩童賭萬金子婿》 | 郭東祿               |
| 2016年12月26日-2017年1月13日 | 三立 | 戲說台湾《反白仁翹腳仔神》 | 李天賜               |
| 2017年2月20日-3月10日        | 三立 | 戲說台湾《祖師爺過情關》   | 廖春發               |
| 2017年4月17日-4月21日        | 三立 | 戲說台湾《水鬼告城隍》     | 柳明芳               |
| 2017年5月15日-6月9日         | 三立 | 戲說台湾《活符擋煞》       | 王木生、土地公       |
| 2017年7月3日-7月14日         | 三立 | 戲說台湾《尊王公借壽》     | 勾魂使者             |
| 2017年7月17日-7月28日        | 三立 | 戲說台湾《紅蝦港太子爺》   | 周學武               |
| 2017年8月14日-8月25日        | 三立 | 戲說台湾《金仔銀仔來報喜》 | 銀仔                 |
| 2017年9月18日-9月22日        | 三立 | 戲說台湾《美人鱸鰻精》     | 方明俊               |
| 2017年9月25日-10月6日        | 三立 | 戲說台湾《七世夫妻緣》     | 文判官               |
| 2017年10月30日-11月24日      | 三立 | 戲說台湾《十三門墓奇譚》   | 阿全                 |
| 2017年12月18日-12月22日      | 三立 | 戲說台湾《三夢救夫》       | 王偉春               |
| 2018年3月5日-3月9日          | 三立 | 戲說台湾《財神助散仙》     | 方魯肉               |
| 2018年4月30日-5月4日         | 三立 | 戲說台湾《威靈公救子》     | 古俊生               |

### 電影
| 年份   | 劇名              | 角色 |
| ------ | ----------------- | ---- |
| 2011年 | 《蜜桃成熟時33D》 | 朗仔 |

### 舞台劇
| 年份   | 劇名           |
| ------ | -------------- |
| 2006年 | 《哈維》       |
| 2022年 | 《話說廖添丁》 |

## 外部連結
- 演員俞昊翔的新浪微博
- 俞昊翔的Facebook專頁